# Ludersdorf-Wilfersdorf
Ludersdorf-Wilfersdorf est une commune autrichienne du district de Weiz en Styrie.